# جنگل‌های بارانی کوهستانی سری‌لانکا
جنگل‌های کوهستانی باران سری‌لانکا (به لاتین: Sri Lanka montane rain forests) یک منطقهٔ مسکونی و جنگل در سری‌لانکا است.